# Agata Ruscica
Agata Ruscica (Catania, 8 agosto 1948) è una giornalista e attivista italiana.

## Biografia
È un'esponente del Movimento LGBT nazionale nonché attivista per i diritti delle persone omosessuali. Ha fatto coming out negli anni settanta, femminista ha fatto parte del Movimento di Liberazione della Donna e negli anni ottanta ha fondato il primo collettivo lesbico in Sicilia, "le Papesse".
Nel 1994 è stata eletta presidente di Arcigay Siracusa e successivamente è divenuta consulente del sindaco di Siracusa per la realtà omosessuale 1996/97. Nel 1999 pubblica il libro Christiane Reiman, con prefazione di Dacia Maraini. Con la compagna Angela Barbagallo, ha avviato nel 1997 una battaglia legale contro il Comune di Siracusa per il riconoscimento dello status di famiglia anagrafica.
Dal 1998 al 2000 è stata Assessore Provinciale a Siracusa per Politiche Sociali, Pari Opportunità, e Protezione Civile. Dal 1999 al 2001 è stata componente della Commissione  diritti e libertà presso il Dipartimento per i diritti e le pari opportunità, allora guidato da Laura Balbo e poi da Katia Bellillo.
Dal 2000 al 2003 è stata esperta del Presidente della Provincia di Siracusa per l'URP e per le Pari Opportunità.
Con i Democratici di Sinistra si è candidate alle elezioni politiche del 2006 nella Circoscrizione Sicilia fortemente sostenuta da Franco Grillini ma non è stata eletta.
Dal 2002 a luglio 2007 è stata consulente  per le  problematiche sopra elencate e Portavoce del Presidente della Provincia di Siracusa. Nel 2010 è stata eletta consigliere del Consiglio Nazionale di Arcigay, mentre dal 2006 al 2010 è vicepresidente del Coordinamento regionale Sicilia della stessa associazione. Nel 2010 per tre mesi è presidente del Coordinamento regionale, succedendo a Paolo Patanè. L'11 giugno 2010 si dimette da tutte le cariche in Arcigay contemporaneamente alla sua compagna.
È stata ospite di numerosi network nazionali di quotidiani e riviste per la battaglia condotta con la sua compagna Angela Barbagallo per il riconoscimento del certificato anagrafico di famiglia di fatto per vincolo affettivo. Sempre con la partner è stata protagonista della campagna 2010 contro l'omofobia di Arcigay.

### Video
| Controllo di autorità | VIAF (EN) 16474768 · ISNI (EN) 0000 0000 3502 0707 · SBN CFIV113354 · LCCN (EN) n95055980 |